# Slieve Felim Mountains

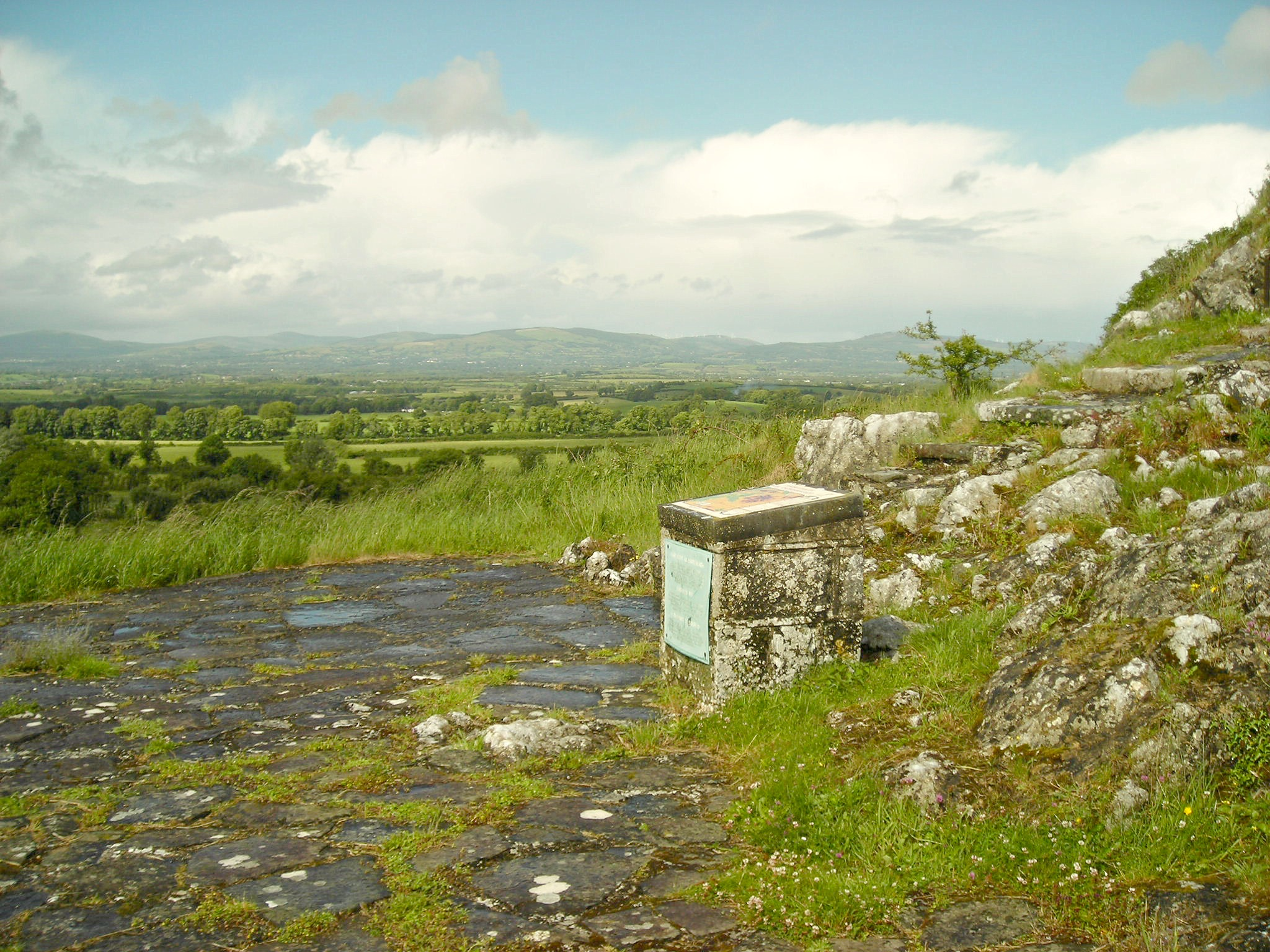
Sarsfield's Rock und die Slieve Felim Mountains

Die Slieve Felim Mountains (Irisch: Sliabh Eibhlinne) sind ein Gebirgszug in Munster (Irland).

## Geographie
Sie erstrecken sich über Teile des County Limerick und des County Tipperary. Historisch gesehen bezeichnete der Name Slieve Felim das gesamte Berggebiet zwischen Murroe, Silvermines, Borrisoleigh und Dundrum einschließlich der Silvermine Mountains und Mauherslieve. Heute bezieht sich der Name jedoch in der Regel nur noch auf den südwestlichen Teil, der aus den Erhebungen Slieve Felim (427 m), Cullaun (460 m) und Knockastanna (444 m) besteht.

## Etymologie
Sliabh Eibhlinne bedeutet Berge von Ébliu, einer alten Göttin. Im Lebor Gabála Érenn (Das Buch der Eroberung Irlands) treffen die neu angekommenen Milesier diesen Bergen auf die Göttin Fohla, die sie bittet, die Insel nach ihr zu benennen. Fohla wurde so zu einem poetischen Namen für Irland. In der frühen Neuzeit wurde der Name Eibhlinne mit dem gebräuchlicheren männlichen Vornamen Feidhlim verwechselt, und so wurde das Gebirge im Englischen als Slieve Felim bekannt.